# Parsifal Bassi
Parsifal Bassi (Bologna, 15 dicembre 1892 – Bologna, 10 gennaio 1960) è stato un attore e regista italiano.

## Biografia
Iniziò a lavorare nel mondo del cinema italiano nel 1920 quando, per la casa di produzione "La Murari Film", diresse la pellicola d'esordio, La povera piccola. In tre anni ne diresse sette, e in quattro di esse comparve come attore in ruoli di primo piano; ma dal 1922, con la grande crisi del cinema italiano che obbliga molte maestranze a trasferirsi in Germania, la sua attività si ferma del tutto. Riprende nel 1934, quando ha l'opportunità di dirigere e curare anche il montaggio de Il cardinale Lambertini, prima versione sonora del dramma di Alfredo Testoni, con protagonista Ermete Zacconi. In seguito però non ha molte altre opportunità: l'ultimo suo film diretto, nel 1943, fu Gioco d'azzardo, del quale cura anche la sceneggiatura e il montaggio. Collaborò anche con Mario Bonnard nel 1942 per la sceneggiatura del film Rossini. È deceduto all'età di 67 anni.

## Filmografia

### Regista
- La povera piccola (1920) anche attore
- Match nullo (1920)
- Nel mondo degli agguati (1921)
- Un ospite pericoloso (1921) anche attore
- La porta del mondo (1921) anche attore
- Anadiomene (1922) anche attore
- Un colpo di scena (1922)
- Il cardinale Lambertini (1934) anche montaggio
- Gioco d'azzardo (1943) anche sceneggiatura e montaggio

### Sceneggiatore
- Rossini di Mario Bonnard (1942)